# Korofeigu
Korofeigu, jedno od Benabena plemena na najjužnijem dijelu Bena Bena Valleya. Na sjeveru teritorij im graniči s rijekom Bena Bena, na istoku sa sekcijom ceste  'Highlands road'  što spaja gradove Goroka i Kainantu i na jug prema rijeci Dunantina, Papua Nova Gvineja. Cijelo područje zauzima oko 10,000 četvornih milja (ili 2,500 km²). Prema L. L. Langnessu (u Men and "Woman" in New Guinea) teritorij Korofeigu naseljavalo je oko 750 osoba koja su pripadala ovom plemenu, dok je cijelo govorno benabena-područje obuhvaćalo između 20 i 30 plemenskih zajednica.
Prvi kontakt s Europljanima imaju 1930.-tih godina kada kroz Eastern Highlands prolazi Michael Leahy i logoruje u njihovoj blizini. Drugi kontakt imaju nekoliko mjeseci kasnije, ali tada je šestorica od njih ubijeno. Poslije ovog iskustva više nisu pokušavali iskušat moć bijelaca, nego opet nakon nekoliko mjeseci dolaze Leahyjev logor nudeći mu hranu kao gest prijateljstva (Connolly and Anderson 1987:69). 
Pax Australiana ne donosi ništa u njihovom interesu, pa ostaju među najkonzervatnivnijim plemenima u cijelom susjednom kraju. U vrijeme dolaska L. L. Langnessa (1961) oni još nose svoju tradicionalnu nošnju, imaju luk i strijelu, žive u tradicionalnim selima i imaju očuvane stare običaje i ceremonije. 
Najviše promjena u Benabena-društvima dolazi tijekom Drugog svjetskog rata, kada na Highlands dolaze američki i australski vojnici. izgrađeno je nekolik ocesta za njihove jeepove, a sa sobom si donesli i tekovine suvremene civilizacije. Kontakt s bijelcima u njihovoj povijesti od 1930.-tih pa do novogvinejske nezavisnosti 1975. može se opisati riječima nezadovoljstvo, rasizam i eksploatacija.
Korofeigu čine autonomnu lokalnu grupu. što se tiče ratova, muških inicijacija i razmjena svinja, plemenske skupine kao Korofeigu, ali ne uvijek, čine jednu jedinicu. Prema njihovoj ideologiji, Korofeigu su jedan narod koji živi na vlastitom području koji su naslijedili od predaka. 
Kao pleme, Korofeigu su podijeljeni na četiri egzogamne patrilinearne grupe. Ove grupe si i  lokalizirane, u smislu da svi članovi žive zajedno u jednom ili više sela. Svaka od četiri grupe zasebna je korporativna zajednica s jasno definiranim zemljišnim pravima unutar Korofeigu-teritorija. Članovi ovakve zajednice su agnatski srodnici koji sebe smatraju  'braćom'  i  'sestrama' . Svaka ova grupa je imenovana. Ove grupe L. L. Langness naziva klanovima.
Četiri klana (ib.) od najvećeg ka najmanjem su Nagamitobo, Nupasafa, Wai'atagusa i Benimeto, a njihov broj (u najvećem) iznosi 350 osoba. Svaki klan politički je autonoman (ib.).
Klanovi mogiu biti podijeljeni na manje segmente, pod-klanove, no one nisu imenovane, striktno su egzogamne i patrilinearne. Svaki podklan ima pretka kojeg smatraju za jednog od petorice braće, sinova klanskog utemeljitelja. Pod-klanovi nisu pravni vlasnici zemlje ali održavaju vjerske parafernalije
Podklan se također dalje dijeli na manje jedinice koje L. L. Langness naziva  'lineage'  ili lozom, a one su tek nešto veće od proširene obitelji. Članovi loze pomažu jedni drugima prilikom gradnji kuća ili u vrtovima.
Sapuro, selo u kojem je boravio Langness, bilo je najveće od tri njihova sela.

## Vanjske poveznice
- Men and "Woman" in New Guinea.  Arhivirana inačica izvorne stranice od 20. veljače 2021. (Wayback Machine)
- Benabena